# دهستان کهرویه
دهستان کهرویه نام دهستانی در بخش مرکزی شهرستان شهرضا، استان اصفهان در ایران است. براساس سرشماری مرکز آمار ایران در سال ۱۳۸۵، جمعیت آن ۲۵۳۰ نفر (۷۰۰ خانوار) بوده‌است.